# Senetářov
Senetářov je obec v okrese Blansko v Jihomoravském kraji. Žije zde 592 obyvatel.

## Název
Nejstarší doklady ze 14. století (1349 Czynols, 1371 Zenotycz, obě jména německé hláskové převody českého základu) ukazují na výchozí české jméno Sěnotín nebo Sěnotici, které se obě zakládají na osobním jméně Sěnota a znamenala "Sěnotův majetek", případně "Sěnotovi lidé". Z roku 1406 je poprvé doložena podoba Senotářov (z 1459 pak dnešní Senetářov). Původ zakončení -ářov je neznámý.

## Historie
První písemná zmínka o obci pochází z roku 1349, kdy je v moravských zemských deskách uskutečněn zápis o prodeji holštejnského panství, které od Čeňka z Lipé kupuje Vok I. z Holštejna. Senetářov se na listině uvádí jako Czynolz. V roce 1371, kdy nechal Vok II. z Holštejna zapsat své manželce věno na vsích svého panství, se Senetářov nazýval Senotycz. V majetku pánů z Holštejna byla ves až do roku 1437, kdy panství koupil Hynek z Valdštejna a Židlochovic. V roce 1459 se Vokovi V. z Holštejna podařilo získat Senetářov nakrátko zpět, ale již roku 1464 ho spolu s Kotvrdovicemi, pustou západní polovinou Podomí a pustými vesnicemi Dvorce a Budkovany vlastnil Smil z Loděnice, který vystavěl v Kotvrdovicích tvrz. V roce 1480 byl majitelem Senetářova Jiřík ze Zhoře, o deset let později Jan Heralt z Kunštátu, ale již roku 1492 vlastnil kotvrdovické panství včetně Senetářova Václav Gedeon z Olešničky. V rukách tohoto rodu byl Senetářov až do roku 1574, kdy vesnici získal Bernard Drnovský z Drnovic na Rájci. Poté sdílel Senetářov osudy rájeckého panství, které vlastnili Rogendorfové a po nich Salmové.
Na konci 16. století zemřelo na následky morové epidemie velké množství senetářovských obyvatel. V 17. století došlo ke zvětšení katastru obce, kterému připadla západní polovina zaniklého Podomí a části katastrů zaniklých vsí Bystřece a Dvorců.
Počátkem 17. století bylo v obci 24 domů. V roce 1846 šlo o 78 domů a 580 obyvatel. Roku 1900 v obci žilo 747 obyvatel. Škola zde byla postavena roku 1860.
Za druhé světové války se stal Senetářov součástí tzv. „Vyškovské střelnice“ a byl násilně vystěhován. Po ukončení německé okupace se občané mohli vrátit zpět do svých domovů. V letech 1969–1971 byl v obci postaven kostel sv. Josefa.

## Obyvatelstvo
V Senetářově bylo k roku 2011 sečteno 510 obyvatel, z toho 256 mužů a 254 žen. Svého největších počtu obyvatel Senetářov dosáhl roku 1910, kdy měl 746 obyvatel.
| Rok            | 1869 | 1880 | 1890 | 1900 | 1910 | 1921 | 1930 | 1950 | 1961 | 1970 | 1980 | 1991 | 2001 | 2011 | 2021 |
| -------------- | ---- | ---- | ---- | ---- | ---- | ---- | ---- | ---- | ---- | ---- | ---- | ---- | ---- | ---- | ---- |
| Počet obyvatel | 725  | 721  | 747  | 747  | 746  | 711  | 661  | 584  | 617  | 598  | 542  | 524  | 493  | 510  | 568  |
| Počet domů     | 94   | 96   | 107  | 115  | 122  | 123  | 126  | 131  | 131  | 133  | 130  | 147  | 154  | 168  | 193  |

## Obecní správa

### Obecní symboly
Znak a vlajka byly obci uděleny rozhodnutím předsedy Poslanecké sněmovny Parlamentu České republiky dne 27. června 2001.

## Muzea
- Muzeum perleťářství a tradičního bydlení – Senetářov 32

## Pamětihodnosti
- Kostel sv. Josefa – kostel postavený za komunistického režimu v letech 1969–1971, dílo architekta Ludvíka Kolka
- Krucifix u kaple
- Socha svatého Josefa

## Významné osobnosti
- Alois Král (1877–1972), speleolog

## Galerie

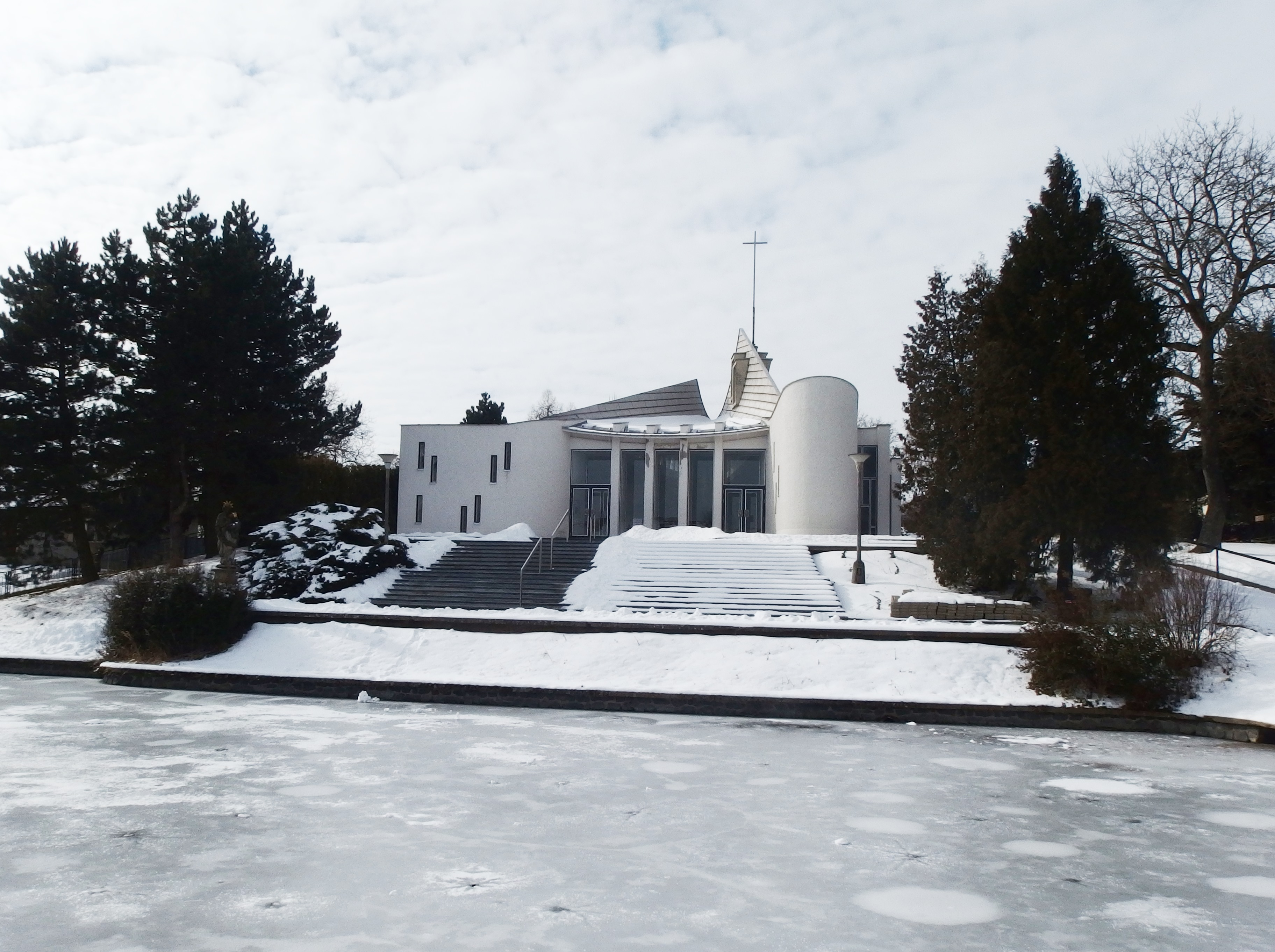
Kostel svatého Josefa
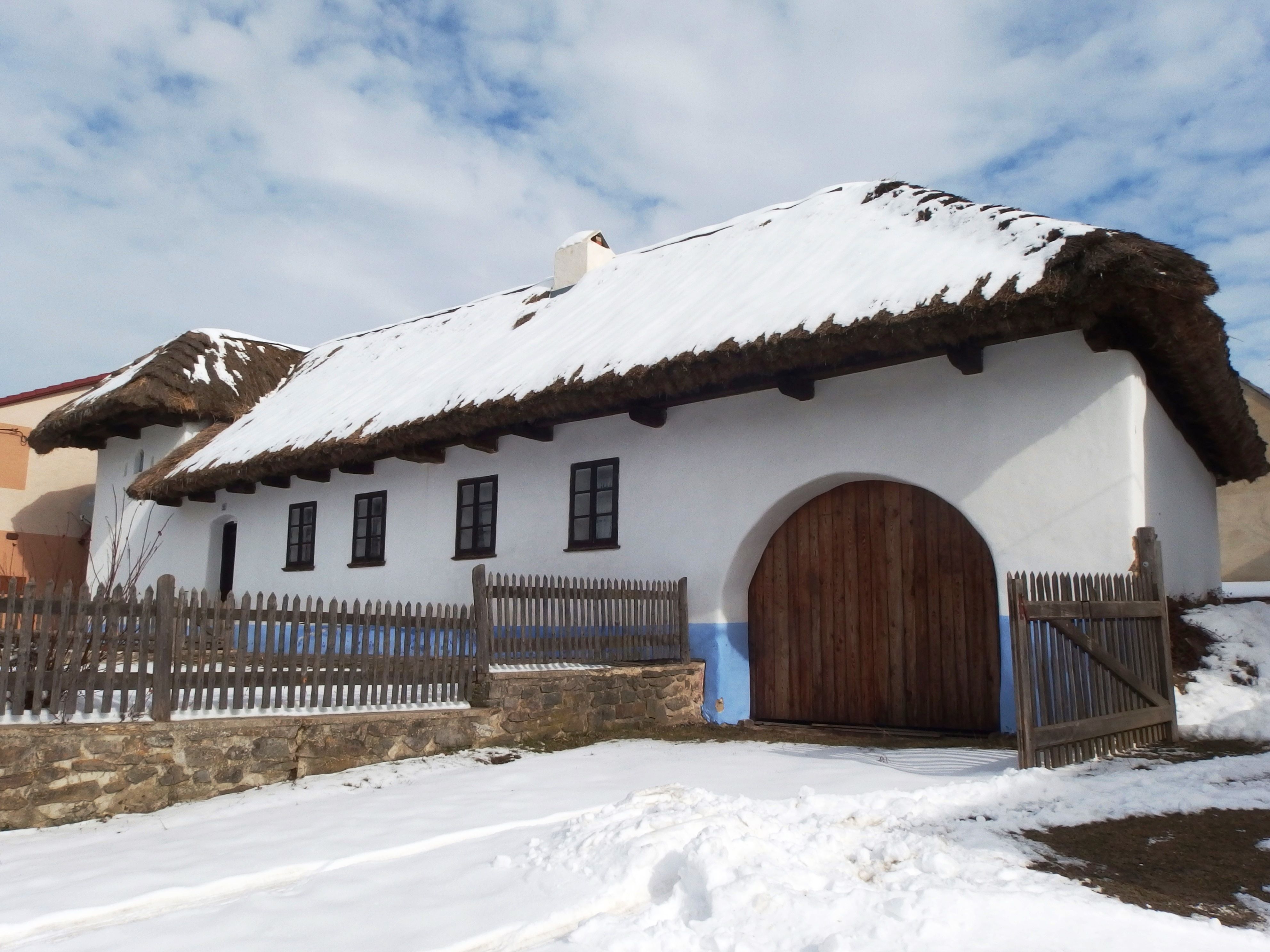
Muzeum perleťářství a tradičního bydlení
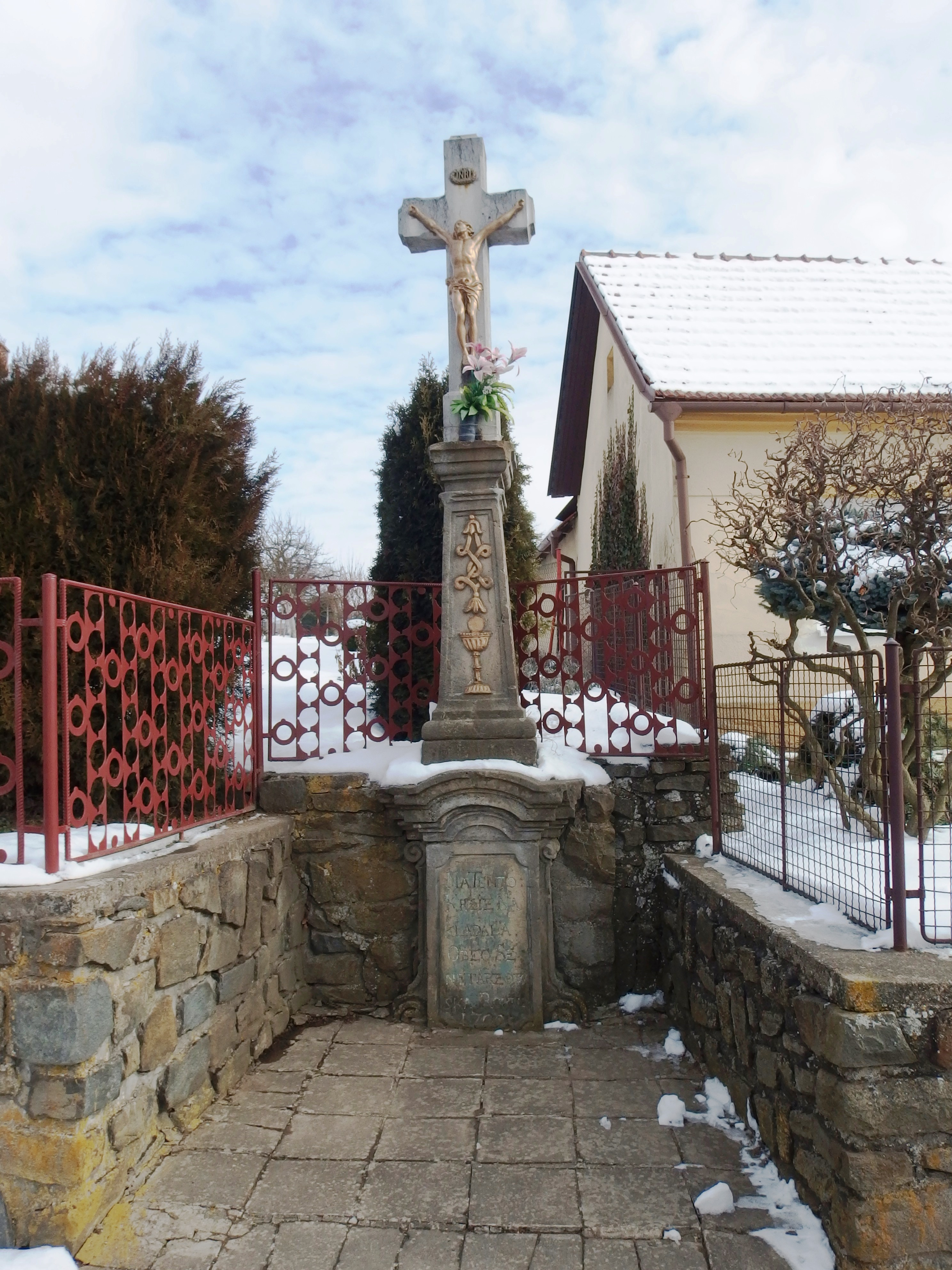
Památkově chráněný kříž
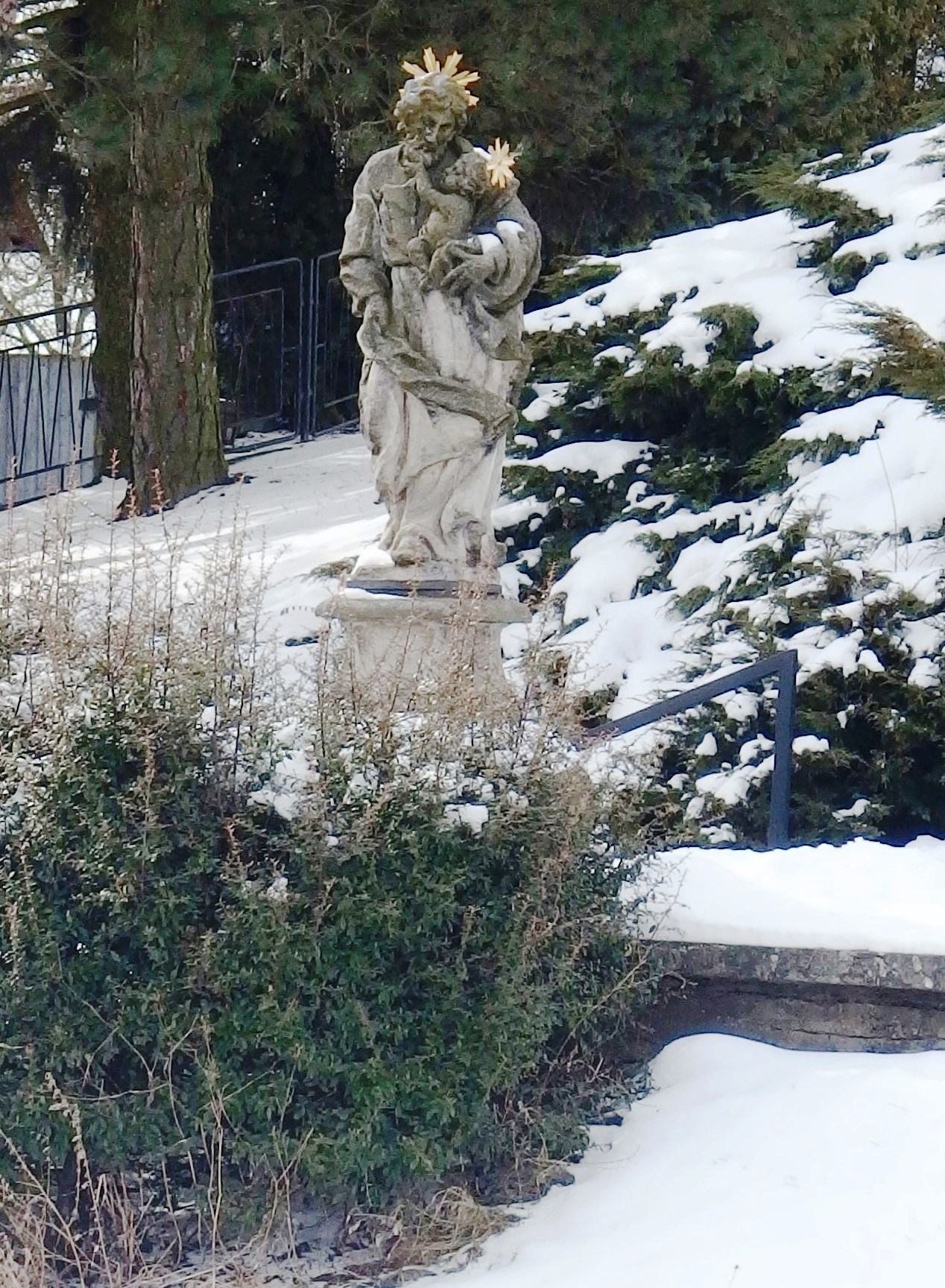
Socha svatého Josefa
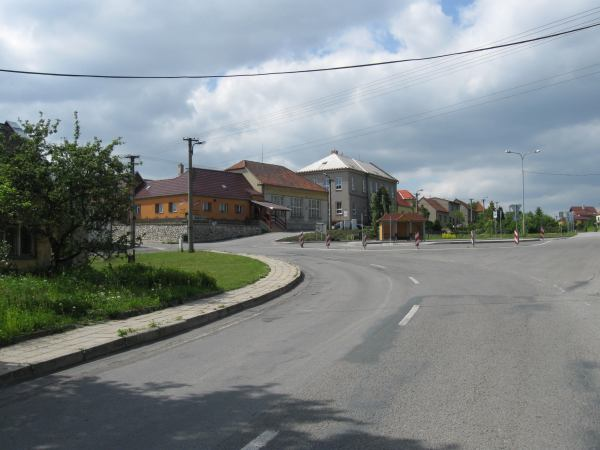
Hlavní křižovatka